# Vietteania
Vietteania là một chi bướm đêm thuộc họ Noctuidae.

## Loài
- Vietteania affinis (Warnecke, 1929)
- Vietteania catadela Fletcher, 1961
- Vietteania griveaudi Viette, 1979
- Vietteania pinna (Saalmüller, 1891)
- Vietteania pyrostrota (Hampson, 1907)
- Vietteania torrentium (Guenée, 1852)